# Conférence épiscopale du Pacifique
La Conférence épiscopale du Pacifique (abrégé CEPAC) ou Conferentia Episcopalis Pacifici en latin, est une conférence épiscopale de l’Église catholique qui regroupe les chefs des juridictions ecclésiastiques, diocèses ou assimilés, des îles de l’océan Pacifique, : neuf États (les Îles Cook, les Fidji, les Kiribati, les Îles Marshall, la Micronésie, les Samoa, les Tonga, les Tuvalu et le Vanuatu), plus trois territoires américains et trois français.
La conférence est une des quatre conférences épiscopales membres de la Fédération des conférences des évêques catholiques d’Océanie (Federation of Catholic Bishops Conferences of Oceania, abrégé FCBCO),. Elle est présidée depuis 2016 par l’évêque de Rarotonga, Paul Donoghue, avec comme vice-président depuis 2017 l’archevêque de Papeete, Jean-Pierre Cottanceau, et comme secrétaire général le frère Hildritho Ranola.

## Juridictions couvertes par la conférence
La conférence regroupe les ordinaires de cinq provinces ecclésiastiques, et d’un diocèse dépendant directement du Saint-Siège.
| Diocèse                                  | Évêque                             | Territoire                             |
| ---------------------------------------- | ---------------------------------- | -------------------------------------- |
| Archidiocèse d’Agaña                     | Michael Jude Byrnes (depuis 2019)  | Guam                                   |
| Diocèse de Chalan Kanoa                  | Ryan Pagente Jimenez (depuis 2016) | Îles Mariannes du Nord                 |
| Diocèse des îles Carolines               | Julio Angkel (depuis 2020)         | - États fédérés de Micronésie - Palaos |
| Préfecture apostolique des îles Marshall | Ariel Galido (de) (depuis 2017)    | Îles Marshall                          |

| Diocèse                     | Évêque                           | Territoire         |
| --------------------------- | -------------------------------- | ------------------ |
| Archidiocèse de Nouméa      | Susitino Sionepoe (depuis 2025)  | Nouvelle-Calédonie |
| Diocèse de Port-Vila        | Jean Bosco Baremes (depuis 2015) | Vanuatu            |
| Diocèse de Wallis-et-Futuna | vacant (depuis 2025)             | Wallis-et-Futuna   |

| Diocèse                 | Évêque                               | Territoire                            |
| ----------------------- | ------------------------------------ | ------------------------------------- |
| Archidiocèse de Papeete | Jean-Pierre Cottanceau (depuis 2016) | - Polynésie française - Îles Pitcairn |
| Diocèse de Taiohae      | Pascal Chang-Soï (depuis 2015)       | Polynésie française                   |

| Diocèse                       | Évêque                                   | Territoire        |
| ----------------------------- | ---------------------------------------- | ----------------- |
| Archidiocèse de Samoa-Apia    | Alapati Lui Mataeliga (de) (depuis 2002) | Samoa             |
| Diocèse de Samoa-Pago Pago    | Peter Brown (depuis 2013)                | Samoa américaines |
| Mission sui juris des Tokelau | NC                                       | Tokelau           |

| Diocèse                       | Évêque                        | Territoire         |
| ----------------------------- | ----------------------------- | ------------------ |
| Archidiocèse de Suva          | Peter Loy Chong (depuis 2012) | Fidji              |
| Diocèse de Rarotonga          | Paul Donoghue (depuis 2011)   | - Îles Cook - Niue |
| Diocèse de Tarawa et Nauru    | Koru Tito (depuis 2020)       | - Kiribati - Nauru |
| Mission sui juris de Funafuti | NC                            | Tuvalu             |

| Diocèse           | Évêque                                | Territoire |
| ----------------- | ------------------------------------- | ---------- |
| Diocèse des Tonga | Soane Patita Paini Mafi (depuis 2008) | Tonga      |

## Présidents de la conférence
1. George Hamilton Pearce, archevêque de Suva (Fidji) (1970-1971)
2. Pierre-Paul-Émile Martin, archevêque de Nouméa (Nouvelle-Calédonie, France) (1971-1978)
3. Patelisio Punou-Ki-Hihifo Finau, évêque des Tonga (Tonga) (1978-1982)
4. Petero Mataca, archevêque de Suva (Fidji) (1982-1987)
5. Francis Roland-Lambert, évêque de Port-Vila  (Vanuatu) (1987-1991)
6. Anthony Sablan Apuron, archevêque d'Agaña (Guam) (1991-1996)
7. Michel-Marie-Bernard Calvet, archevêque de Nouméa (Nouvelle-Calédonie, France) (1996-2003)
8. Anthony Sablan Apuron, archevêque d'Agaña (Guam) (2003-2010)
9. Soane Patita Paini Mafi, Cardinal, évêque des Tonga (Tonga) (2010-2017)
10. Paul Donoghue, évêque de Rarotonga (Îles Cook) (depuis 2017)
11. Peter Loy Chong (président de la commission permanente depuis 2018)

## Sanctuaires
La conférence épiscopale n’a pas, en 2023, nommé de sanctuaire national.